# 廣元縣
广元县，中国旧县名。
明朝洪武九年（1376年），广元府降为广元州，州治绵谷县并入，后又复置绵谷县。洪武二十二年（1389年）六月，广元州降为县，再度并入绵谷县。属保宁府。清朝时，仍属保宁府，评价：冲，繁，难。
1949年11月，中国人民解放军第二野战军发起西南战役，逐渐占领四川全省。胡宗南所部第7兵团38军驻守广元县城。12月12日，因县长黄爵高去成都未归，第7兵团司令官裴昌会同意地方推举，手令侯元坤为广元县长。14日黎明，解放军第60军180师538团，逼近广元县城北郊，540团到达广元县城东南。14日清晨，538团与540团在广元县城会师。至此，民国政府对广元县的管辖结束。
1950年起，属剑阁专区、广元专区。1953年划入绵阳专区。后属绵阳地区。1985年，经中国国务院批准设立广元市，原广元县改为市中区。后市中区改置利州区。